# Liste von Mongolisten
Dies ist eine Liste von Mongolisten:
- Udo Barkmann
- Renate Bauwe
- Charles Bawden
- Klaus Bormann
- Friedrich Alexander Bischoff
- Renate Bormann
- Francis Woodman Cleaves
- Tsendiin Damdinsüren
- Ye Dehui
- Joseph Gabet
- René Grousset
- Erich Haenisch
- Louis Hambis
- Joseph von Hammer-Purgstall
- Shirō Hattori
- Walther Heissig
- Wakamatsu Hiroshi
- Évariste Huc
- Georg Huth
- Johannes Jährig
- Juha Janhunen
- György Kara
- Klaus Koppe
- Sergei Kosin
- Owen Lattimore
- Jacques Legrand
- Ferdinand Lessing
- Louis Ligeti
- Scharawyn Luwsanwandan
- Antoine Mostaert
- Abraham Constantin Mouradgea d’Ohsson
- Borbála Obrusánszky
- Shigeo Ozawa
- Paul Pelliot
- Nikolaus Poppe
- Alexei Posdnejew
- Nikolai Prschewalski
- Igor de Rachewiltz
- Gustav John Ramstedt
- Paul Ratchnevsky
- Bjambyn Rintschen
- Klaus Sagaster
- Garma Sanschejew
- Franz Anton Schiefner
- Isaak Jakob Schmidt
- Heinz Schnura
- Uta Schöne
- Sedaoerji 色道尔吉
- Solonggod L. Hurcabaatur
- Bertold Spuler
- John Street
- Baldadordschiin Sumjaabaatar
- Jan-Olof Svantesson
- Erika Taube
- Manfred Taube
- Buljasch Todajewa
- Domiin Tömörtogoo
- Scharawyn Tschoima
- Dalantain Tserensodnom
- Dschamsrangiin Tseween
- Dschawdsangiin Tsoloo
- Gomboschab Zybikow
- Wilhelm Alexander Unkrig (1883–1956)
- Hans-Peter Vietze
- Michael Weiers
- Boris Wladimirzow
- Otto Wolff

- Natalia Zhukovskaia